# Eremaphanta vitellina
Eremaphanta vitellina är en biart som först beskrevs av Morawitz 1876.  Eremaphanta vitellina ingår i släktet Eremaphanta och familjen sommarbin. Inga underarter finns listade i Catalogue of Life.